# Philippe March
Pour les articles homonymes, voir March.
Philippe March (connu également sous son vrai nom Aimé de March), né le 11 décembre 1924 à Fresnes-en-Woëvre (Meuse) et mort le 12 juillet 1980 dans le 16e arrondissement de Paris, est un acteur français.

## Filmographie

### Cinéma
- 1959 : Julie la Rousse de Claude Boissol - Un invité à la soirée
- 1959 : Le Bossu d'André Hunebelle
- 1960 : Classe tous risques de Claude Sautet
- 1961 : Le Président de Henri Verneuil : un journaliste
- 1961 : Le cave se rebiffe de Gilles Grangier : le douanier vérifiant les devises à la fin du film (non crédité)
- 1961 : L'Affaire Nina B. de Robert Siodmak - Un barman
- 1961 : Les Moutons de Panurge de Jean Girault
- 1961 : Les Trois Mousquetaires de Bernard Borderie - De Wardes, dans la première époque Les Ferrets de la reine
- 1962 : Horace 62 de André Versini - Toussaint
- 1962 : Le Diable et les Dix Commandements de Julien Duvivier - Un vigile, dans le sketch Luxurieux point ne sera
- 1962 : Le Doulos de Jean-Pierre Melville - Jean
- 1964 : Les Pieds Nickelés de Jean-Claude Chambon
- 1965 : La Grosse Caisse de Alex Joffé - Un gangster
- 1966 : Tué à froid (it) (Uccideva a freddo) de Guido Celano
- 1966 : Le congrès s'amuse (Der Kongres amusiert sich) de Geza Von Radvanyi - Mr. Beauregard
- 1966 : Paris brûle-t-il ? de René Clément - Roland Pré
- 1967 : La Blonde de Pékin de Nicolas Gessner - Le bijoutier
- 1968 : Les Murs (Falak) de Andras Kovacs - Lendway
- 1969 : Sirocco d'hiver (Sirokko) de Miklós Jancsó - Kovacs
- 1969 : Viraguasarnap de Imre Gyöngyössy
- 1970 : Dernier Domicile connu de José Giovanni - Roger Martin
- 1970 : La Peau de Torpedo de Jean Delannoy - Le vendeur
- 1971 : Où est passé Tom ? de José Giovanni
- 1971 : Les Amis de Gérard Blain – Philippe
- 1972 : Le Tueur de Denys de la Patellière - Le médecin psychiatre
- 1973 : Brève rencontre à Paris (Two People) de Robert Wise - Gilles
- 1976 : Portrait de province en rouge (Al piacerte di reverderla) de Marco Leto - L'architecte Morlacchi
- 1976 : L'Assassin musicien de Benoît Jacquot - Le directeur
- 1976 : Bestialité (Bestialità) de Peter Skerl (it) - Paul
- 1977 : Le Passé simple de Michel Drach - L'homme du train
- 1978 : Sale rêveur de Jean-Marie Périer - L'homme de la villa
- 1978 : Once in Paris de Frank D. Gilroy - Marcel Thery
- 1980 : Charlotte dis à ta mère que je l'aime de Aly Borgini - Pierre Destouches, le vieux beau
- 1980 : C'est encore loin l'Amérique ? de Roger Coggio – L'éditeur

### Télévision
- 1966 : Rouletabille d'Yves Boisset, (épisode Le parfum de la dame en noir) (série TV)
- 1970 : Noële aux quatre vents : M. Baxter
- 1972 : Les Évasions célèbres, épisode Le Prince Rakoczi :  Lehmann
- 1973 : Au théâtre ce soir : La Poulette aux œufs d'or de Robert Thomas, mise en scène de l'auteur, réalisation Georges Folgoas, Théâtre Marigny

## Théâtre
- 1969 : La Poulette aux œufs d'or de Robert Thomas, mise en scène de l'auteur, Théâtre des Capucines

## Distinctions
- Prix Jules Berry attribué en 1972 pour le film Les Amis [1]